# Kamikaze (canción de MØ)
«Kamikaze» es una canción de la cantante de electro pop danesa MØ para su segundo álbum de estudio.  La canción es otra colaboración entre MØ y Diplo de Major Lazer. "Kamikaze" fue lanzado a través de Sony Music Entertainment y estrenada en la BBC Radio 1 el 14 de octubre de 2015 en 19:30 BST con Annie Mac. Fue lanzado en todo el mundo el 15 de octubre. También ha alcanzado el top 40 en Bélgica y Dinamarca.

## Video musical
El video musical de "Kamikaze" fue filmado en Kiev, Ucrania. Fue dirigido por Truman & Cooper y producido por Amalia Rawlings y Corin Taylor. Se estrenó en el canal Vevo de MO, el 27 de octubre de 2015.  La revista Billboard comparó el video de "motos de carreras y paseos en lo que parece ser un auto hecho de un viejo sofá con escenas de Mad Max:. Fury Road. El video musical fue incluido en palomas y Aviones '" mejores videos del mes" El video musical también ganó 1 millón de visitas en sus primeros tres días.

## Recepción
"Kamikaze" fue premiada por Annie Mac como "La Grabación más Hot del Año". La canción también entró en el número 60 del listado anual Triple J Hottest 100 del año 2015.

## Posicionamiento en listas
| Lista (2015–16)                                      | Mejor Posición |
| ---------------------------------------------------- | -------------- |
| Australia (ARIA)                                     | 91             |
| Bélgica (Ultratop Flanders)                          | 30             |
| Bélgica (Ultratip Wallonia)                          | 19             |
| Dinamarca (Tracklisten)                              | 16             |
| Reino Unido Singles (Compañía de Gráficos Oficiales) | 183            |

## Certificaciones
| País   | Organismo certificador | Certificación | Ventas certificadas | Ref.   |
| ------ | ---------------------- | ------------- | ------------------- | ------ |
| México | AMPROFON               | Oro           | 30,000              | [ 13 ] |

## Fecha de Lanzamiento
| Región           | Fecha                  | Formato          | Discográfica |
| ---------------- | ---------------------- | ---------------- | ------------ |
| En todo el mundo | 15 de octubre de 2015  | Descarga digital |              |
| Estados Unidos   | 1 de diciembre de 2015 | Hit de la Radio  | RCA          |